# 毛叶黄杞
毛叶黄杞（学名：Engelhardtia colebrookiana）为胡桃科黄杞属下的一个种。

## 扩展阅读
- 維基物種上的相關：毛叶黄杞